# Mormia incerta
Mormia incerta és una espècie d'insecte dípter pertanyent a la família dels psicòdids que es troba a Europa: Alemanya (Baviera), Bèlgica i la Gran Bretanya (com ara, el comtat de Somerset).